# Dua
W islamie duʿāʾ (ar. دعاء ) – modlitwa inwokacji, błagania lub prośby do Boga. Dla muzułmanów Dua jest rozmową i budowaniem relacji z Allahem.
Dua w przeciwieństwie do Salat nie jest obowiązkowa oraz nie musi się odbywać w języku arabskim. Pomimo tego wielu wyznawców modli się po arabsku, często wersetami z Hadisu czy z Koranu.
Dua można odmawiać kiedy się chce i o każdej porze, jednak Hadis określa pory, kiedy jest największe prawdopodobieństwo zaakceptowania modlitwy i spełnienia próśb przez Allaha.